# Дерев'янко Олена Георгіївна
Олена Георгіївна Дерев'янко (нар. 1974, Київ, Україна) — українська письменниця-публіцистка, учена, доктор економічних наук і політичної економії, професор. Сенатор Європейського Економічного Сенату. Член Правління і Голова Комітету Антикризових комунікацій Асоціації Професіоналів Корпоративної Безпеки. Співзасновниця і партнер Агентства PR-Service, віце-президент Української PR-ліги. Візитуючий професор кафедри соціальних комунікацій Харківського національного університету ім. Каразіна.
Автор Національного рейтингу якості управління корпоративною репутацією «Репутаційні АКТИВісти» та монографії «Управління репутацією в бізнесі», виданої трьома мовами.

## Біографія
Олена Дерев'янко народилась у Києві 1974 року в родині освітян.

### Освіта
Навчалась у школі № 94 у Києві.
У 1996 році з відзнакою закінчила економічний факультет Київського національного економічного університету.
Протягом навчання в аспірантурі у 1997-1998 р.р. була лауреатом стипендії Кабінету Міністрів України. У 2000 році захистила дисертацію щодо формування стратегії управління підприємствами на здобуття вченого ступеня кандидата економічних наук. У 2016 році захистила дисертаційну роботу на здобуття вченого ступеня доктора економічних наук, узагальнила досвід роботи у PR-індустрії і запропонувала 3D-модель репутаційного менеджменту. Дерев’янко було присвоєно наукове звання професора.
У 2019 році здобула науковий ступінь PhD за спеціальністю «Політична економія» у Цюриху (Швейцарія). На кафедрі громадських комунікацій в Київському університеті культури її портрет і відбиток долоні внесено до галереї корифеїв української PR-індустрії. 

### Кар'єра
Під час навчання в аспірантурі Олена Дерев’янко почала кар’єру в управлінському консалтингу і одночасно у діловій журналістиці. Працювала у виданнях “Бізнес”, “Компаньон”, “Деловые новости” та інших журналістом.
З 2003 року працює у сфері PR. Стала співзасновницею та є керуючим партнером Агентства PR-Service, яке займається управлінням репутацією організацій і публічних персон у бізнесі і політиці.
Проводить майстер-класи та тренінги з питань репутаційного менеджменту, читає лекції у вузах України.
З 2006 року займається політичним консалтингом, брала участь у виборчих кампаніях як радник.
З 2007 року Олена Дерев’янко є координатором PR-діяльності групи DCH. Була організатором відкриття стадіону “Металіст” та Міжнародного аеропорту “Харків” у 2012 році в рамках підготовки України до Чемпіонату світу Європи з футболу Євро-2012, зараз займає посаду віце-президента DCH.
Того ж року посіла посаду віце-президента Всеукраїнська громадська організацій “Українська ліга із зв'язків із громадськістю” (Українська PR-Ліга).
У 2009 році Олена Дерев’янко була нагороджена званням “Людина-бренд” у номінації “Агентський PR” за підсумками спецпроекту видання Marketing Media Review.
З 2012 року Дерев’янко є головою оргкомітету Міжнародного PR-фестивалю.
У 2014 році нею також було створено творчу лабораторію “Танець думки” для комунікації представників зі сфери піару, реклами та маркетингу.
З 2018 року є головою Комітету Антикризових комунікацій Асоціації професіоналів корпоративної безпеки України. Через два роки стала членом правління Асоціації. Того ж року Дерев’янко розробила 3D-модель оцінки електоральних перспектив політиків, спрогнозувавши переможця президентських перегонів у 2019 році.
У 2018 році увійшла до складу Європейського економічного Сенату. У 2019 році Дерев’янко стала першою представницею країн Східної Європи у команді бельгійського центру думок Centre for European Democracy Studies.
У 2021 році Дерев’янко увійшла до рейтингу Найкращі ділові пані України проекту SHINE 2021 від Investory News та перемогла у номінації “Жіноче лідерство” у SHE Congress.

## Публікації
Дерев'янко є автором понад 80 наукових праць та 200 науково-популярних статей, співавтором навчальних підручників для студентів економічних спеціальностей ЗВО. У 2015 році стала укладачем методології для Національного рейтингу якості управління корпоративною репутацією “Репутаційні АКТИВісти”. Є автором монографії “Управління репутацією в бізнесі”, виданої українською, російською та англійською мовами у 2016  році.
Займається поетичною діяльністю та написала пісню “Мой Киев”.

### “Проби ясномислення”
Олена Дерев’янко є автором 2 томів есе “Проби ясномислення”, виданого у 2019 році в Києві. Головною ідеєю є роздуми про політику, державне управління та менеджмент. Книга написана у жанрі публіцистики та складається з різних публікацій, есе, статей Дерев’янко.